# Zbox
zbox（ジーボックス）は日本のジャズ・バンド。

## 概要
1920年代～1950年代のスタンダード・ナンバーとオリジナル曲をレパートリーにしたポップス曲を演奏する。三拍子ジャズ系のリズムを基調としたオリジナル曲のポップス・バラードが特徴。

## 来歴
2000年11月、当時、東京都昭島市に存在したライブハウスを拠点に結成された。
ボーカル大竹が作詞・作曲、ピアノ堀越が編曲・サウンド・プロデュースを担う。
ライブ等コンサート出演は、ミニマム編成では大竹のボーカルと堀越のピアノでの演奏。
大型系コンサート会場では、コンボ編成、ビッグバンド編成とメンバー編成と変化させている。
少数編成では、紅一点として女性トランペット/女性サックスを起用することが多くみられる。

## メンバー
- 大竹幸尚（ボーカル・作詞・作曲）
- 堀越昌司（ピアノ・編曲・サウンド・プロデュース）
- 高橋克弥（ドラム）
- 永谷悟郎（コントラバス）
  - ほかエキストラ・メンバー。
  - メンバーは大竹以外、エキストラ・メンバーも含め、音楽系大学出身者。

## 作品
テレビ番組
- 「つくってワクワク」NHK教育テレビジョン音楽。
  - 大竹幸尚がオープニング、エンディング曲、器楽曲を作詞・作曲。
  - 堀越昌司が編曲・サウンド・プロデュース。

CM
- 「リフレの杜」音楽。楽曲タイトルは「melody0816」。
  - 大竹幸尚が器楽曲を作曲。
  - 堀越昌司が編曲・サウンド・プロデュース。

- ELLCOS JAPAN「Mr.ハビット、山口リエ」音楽。
  - 大竹幸尚が器楽曲作曲。
  - 堀越昌司が編曲・サウンド・プロデュース。

CD
- 「ファイアーエムブレム トラキア776 リアレンジサウンドトラック」
  - 2000年3月23日・テイチクエンタテインメント・TECD-27448
    - 堀越昌司がサウンド・プロデュース。

- 「ゼルダの伝説 ムジュラの仮面 オーケストレーションズ」
  - 2000年10月21日・エンターブレイン・FMCN-1003
    - 堀越昌司がサウンド・プロデュース。

## 出演
各地、ライブ等コンサート会場での演奏のほか、催事会場、プライベート・パーティー会場での演奏出演。